# Palakkad
Palakkad es una ciudad y  municipio situada en el distrito de Palakkad en el estado de Kerala (India). Su población es de 130955 habitantes (2011). Se encuentra a orillas del río Bharathapuzha, a 127 km de Kozhikode y a 62 km de Thrissur.

## Demografía
Según el censo de 2011 la población de Palakkad era de 130955 habitantes, de los cuales 63833 eran hombres y 67122 eran mujeres. Palakkad tiene una tasa media de alfabetización del 93,90%, inferior a la media estatal del 94%. la alfabetización masculina es del 96,54%, y la alfabetización femenina del 91,42%.

## Clima
| Parámetros climáticos promedio de Palakkad (1981–2010, extremes 1943–2005) | Parámetros climáticos promedio de Palakkad (1981–2010, extremes 1943–2005) | Parámetros climáticos promedio de Palakkad (1981–2010, extremes 1943–2005) | Parámetros climáticos promedio de Palakkad (1981–2010, extremes 1943–2005) | Parámetros climáticos promedio de Palakkad (1981–2010, extremes 1943–2005) | Parámetros climáticos promedio de Palakkad (1981–2010, extremes 1943–2005) | Parámetros climáticos promedio de Palakkad (1981–2010, extremes 1943–2005) | Parámetros climáticos promedio de Palakkad (1981–2010, extremes 1943–2005) | Parámetros climáticos promedio de Palakkad (1981–2010, extremes 1943–2005) | Parámetros climáticos promedio de Palakkad (1981–2010, extremes 1943–2005) | Parámetros climáticos promedio de Palakkad (1981–2010, extremes 1943–2005) | Parámetros climáticos promedio de Palakkad (1981–2010, extremes 1943–2005) | Parámetros climáticos promedio de Palakkad (1981–2010, extremes 1943–2005) | Parámetros climáticos promedio de Palakkad (1981–2010, extremes 1943–2005) |
| Mes                                                                        | Ene.                                                                       | Feb.                                                                       | Mar.                                                                       | Abr.                                                                       | May.                                                                       | Jun.                                                                       | Jul.                                                                       | Ago.                                                                       | Sep.                                                                       | Oct.                                                                       | Nov.                                                                       | Dic.                                                                       | Anual                                                                      |
| -------------------------------------------------------------------------- | -------------------------------------------------------------------------- | -------------------------------------------------------------------------- | -------------------------------------------------------------------------- | -------------------------------------------------------------------------- | -------------------------------------------------------------------------- | -------------------------------------------------------------------------- | -------------------------------------------------------------------------- | -------------------------------------------------------------------------- | -------------------------------------------------------------------------- | -------------------------------------------------------------------------- | -------------------------------------------------------------------------- | -------------------------------------------------------------------------- | -------------------------------------------------------------------------- |
| Temp. máx. abs. (°C)                                                       | 37.6                                                                       | 40.0                                                                       | 41.4                                                                       | 41.8                                                                       | 41.2                                                                       | 40.4                                                                       | 33.6                                                                       | 33.8                                                                       | 35.8                                                                       | 36.2                                                                       | 38.0                                                                       | 36.6                                                                       | 41.8                                                                       |
| Temp. máx. media (°C)                                                      | 32.7                                                                       | 35.2                                                                       | 37.3                                                                       | 36.6                                                                       | 34.5                                                                       | 29.9                                                                       | 28.8                                                                       | 28.9                                                                       | 30.4                                                                       | 31.5                                                                       | 31.6                                                                       | 31.5                                                                       | 32.4                                                                       |
| Temp. mín. media (°C)                                                      | 22.0                                                                       | 22.4                                                                       | 24.1                                                                       | 25.0                                                                       | 24.8                                                                       | 23.2                                                                       | 22.6                                                                       | 23.0                                                                       | 23.0                                                                       | 23.1                                                                       | 23.1                                                                       | 22.3                                                                       | 23.2                                                                       |
| Temp. mín. abs. (°C)                                                       | 15.6                                                                       | 15.8                                                                       | 18.6                                                                       | 18.8                                                                       | 19.2                                                                       | 19.0                                                                       | 18.8                                                                       | 19.2                                                                       | 19.4                                                                       | 15.8                                                                       | 16.1                                                                       | 14.0                                                                       | 14.0                                                                       |
| Lluvias (mm)                                                               | 3.6                                                                        | 3.6                                                                        | 15.7                                                                       | 61.3                                                                       | 125.1                                                                      | 410.6                                                                      | 453.2                                                                      | 290.3                                                                      | 154.9                                                                      | 196.1                                                                      | 102.3                                                                      | 21.3                                                                       | 1838.0                                                                     |
| Días de lluvias (≥ 1 mm)                                                   | 0.3                                                                        | 0.3                                                                        | 0.9                                                                        | 3.3                                                                        | 5.9                                                                        | 18.7                                                                       | 20.0                                                                       | 15.8                                                                       | 9.2                                                                        | 10.1                                                                       | 4.7                                                                        | 0.9                                                                        | 90.1                                                                       |
| Humedad relativa (%)                                                       | 46                                                                         | 39                                                                         | 38                                                                         | 52                                                                         | 60                                                                         | 79                                                                         | 82                                                                         | 81                                                                         | 75                                                                         | 73                                                                         | 65                                                                         | 56                                                                         | 61                                                                         |
| Fuente: India Meteorological Department                                    |                                                                            |                                                                            |                                                                            |                                                                            |                                                                            |                                                                            |                                                                            |                                                                            |                                                                            |                                                                            |                                                                            |                                                                            |                                                                            |